# 山田紗子
山田 紗子（やまだ すずこ、1984年〈昭和59年〉 - ）は、日本の建築家。一級建築士設計事務所山田紗子建築設計事務所を主宰。

## 人物
1984年に東京都で生まれる。2007年に慶應義塾大学環境情報学部を卒業。その後、2013年東京芸術大学大学院を修了。

## 受賞歴
- 2011年 - SDレビュー2011 奨励賞[3]
- 2011年 - 「Arts&Life：生きるための家」展 コンペティション 最優秀賞[3]
- 2020年 - 日本建築設計学会賞大賞[4]
- 2020年 - 吉岡賞[5]
- 2020年 - Under 35 Architects exhibition 2020 Gold Medal
- 2020年 - Dezeen Award 2020  (Urban House  -higly commended-)